# Tofts Voe

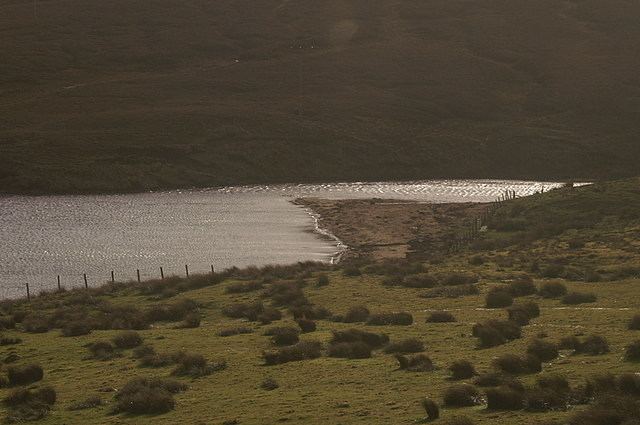
Am oberen Ende der Tofts Voe

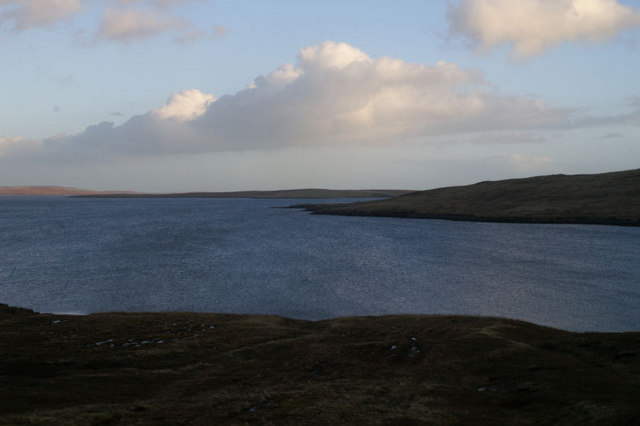
Öffnung der Bucht zum Yell Sound

Die Tofts Voe ist eine Meeresbucht (Voe), die im Norden der zu Schottland zählenden Shetlands liegt.

## Geographie
Die Tofts Voe ist eine kleine Bucht, die an der nördlichen Küste der Insel Mainland liegt. Der Bereich ist stark zerklüftet, es folgen Burra Ness und die Firths Voe im Süden sowie, nach Fugla Ness und Mio Ness die Orka Voe im Westen. Im Nordosten öffnet sich die Tofts Voe zum südlichen Teil des Yell Sounds. Von der gleichnamigen Ortschaft wird die Bucht genutzt von einer Fähre nach Yell.

## Historisches
Im Rahmen der historischen Gliederung Schottlands in Civil Parishes zählt die Tofts Voe zu Delting.